# Fantazie pro klavír, sbor a orchestr
Fantazie pro klavír, sbor a orchestr v c moll, op. 80 je dílem Ludwiga van Beethovena z roku 1808. Zkráceně bývá nazývána též Chorální fantazie. Spojuje prvky fantazie pro klavír, klavírního koncertu a kantáty.

## Okolnosti vzniku

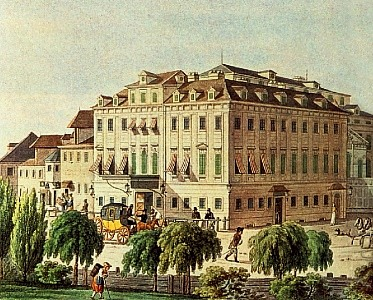
Divadlo Na Vídeňce, místo prvního provedení Fantazie

Dne 22. prosince 1808 se konal ve vídeňském Divadle na Vídeňce benefiční koncert v Beethovenův prospěch. Program byl obsáhlý. Kromě symfonií č. 5 a 6, 4. klavírního koncertu a částí Mše C-dur zazněly ještě další tři Beethovenovy skladby. Jednou z nich byla právě Fantazie, která koncert uzavírala. Původně měla koncert zakončovat šestá, Pastorální symfonie, Beethovenovi se závěr zdál málo působivý. Beethoven Fantazii zkomponoval narychlo krátce před koncertem a orchestr ani sbor ji neměly čas důkladně nazkoušet. Výsledek byl proto značně rozpačitý. Hudební skladatel Johann Friedrich Reichardt, který byl koncertu přítomen, napsal, že dokonce sbíral odvahu předčasně odejít.
Kromě toho měl Beethoven s orchestrem delší dobu spory. Hudebníci během zkoušky odmítli pod Beethovenem hrát. Dirigování se tedy ujal skladatel Ignaz von Seyfried. Ten vzpomínal, že na jednom místě dokonce musel orchestr, v němž hrál i Antonín Vranický, zastavit a začít znovu. První část skladby, vlastní klavírní fantazii, Beethoven při koncertě improvizoval a teprve dodatečně ji zapsal. Podruhé byla Fantazie uvedena ve Vídni na benefičním koncertu 15. listopadu 1817. Dále je známo provedení Fantazie na koncertě koncem roku 1825. Tiskem vydal Fantazii poprvé skladatel Muzio Clementi v Anglii v roce 1810 pod chybným opusovým číslem 65. O rok později vyšla v nakladatelství Breitkopf & Härtel pod opusovým číslem 80. Nicméně vydavatelé ji bez autorova vědomí dedikovali bavorskému králi Maxmiliánu I. Josephovi. Rozhořčený Beethoven jim napsal: "Pokud jste měli v úmyslu vydláždit mi tímto činem cestu k čestnému daru, pak vám za to děkuji; pokud však ne, vězte, že mi taková dedikace naprosto nevyhovuje... Člověk nemá králům věnovat nic bez jejich předchozího svolení."
Při premiéře v roce 1808 Beethoven provedl klavírní part sám. Bylo to ale jeho poslední vystoupení v roli sólisty před velkým auditoriem. Od té doby hrál už jen komorní hudbu nebo improvizoval před omezeným počtem posluchačů.
V Čechách byla Fantazie poprvé uvedena 29. března 1816 v Praze v sále Reduty. Jednalo se o dobročinný koncert ve prospěch chudých. Orchestr řídil tehdejší dirigent a ředitel  Stavovského divadla Carl Maria von Weber. Klavírní part přednesl tehdy osmnáctiletý Weberův žák Carl Freytag z Berlína.

## Popis skladby
Klavírní introdukce obsahuje 26 taktů a je označena jako adagio. Alternativní úvod s orchestrem má rovněž 26 taktů, následuje závěr Fantazie nazvaný Finále. Kontrabasy začínají s violoncelly v tempu allegro. Hlavní část začíná v 53. taktu a je uvedeno tématem C-dur, které Beethoven převzal z své rané písně s názvem Gegenliebe (Opětovaná láska) WoO 118, vzniklé někdy v letech 1794–1795. Následuje několik variací ve stejném tempu, poté bouřlivé variace v c-moll, allegro molto a pomalá variace adagio ma non troppo, opět v C dur. V taktu 322 následuje pochod F-dur na stejné téma. Po krátkém přechodu začíná v taktu 398 vlastní závěrečná část nástupem vokálních sólistů, nejprve žen, poté mužů, a teprve pak nastupuje sbor. Následuje ještě několik variací a skladba končí.

## Interpretace díla
Podle Vladimíra Hudce je Fantazie prvním Beethovenovým pokusem vyzpívat zpěv Radosti. Anglický muzikolog Edward Joseph Dent se domníval, že zpívaný text je výrazem ducha svobodného zednářství 18. století, oslavou Svobody, Rovnosti a Bratrství. Naproti tomu Maynard Solomon viděl v závěrečné části skladby ódu na svatou Cecilii a na hudbu jako takovou. Ve Fantazii se spatřuje předstupeň k Ódě na radost z 9. Beethovenovy symfonie.
Text závěrečného sboru je následující:
| „ | Originální text Schmeichelnd hold und lieblich klingen unsers Lebens Harmonien, und dem Schönheitssinn entschwingen Blumen sich, die ewig blüh’n. Fried und Freude gleiten freundlich wie der Wellen Wechselspiel; was sich drängte rauh und feindlich, ordnet sich zu Hochgefühl. Wenn der Töne Zauber walten und des Wortes Weihe spricht, muss sich Herrliches gestalten, Nacht und Stürme werden Licht. Äuß’re Ruhe, inn’re Wonne, herrschen für den Glücklichen Doch der Künste Frühlingssonne lässt aus beiden Licht entsteh’n. Großes, das ins Herz gedrungen, blüht dann neu und schön empor, hat ein Geist sich aufgeschwungen, hallt ihm stets ein Geisterchor. Nehmt denn hin, ihr schönen Seelen, froh die Gaben schöner Kunst. Wenn sich Lieb und Kraft vermählen, lohnt dem Menschen Göttergunst. | Český překlad Lichotivě a líbezně znějí harmonie našich životů, a z citu pro krásu vyrůstají květy, které věčně kvetou. Mír a radost se přátelsky stýkají jako hra vln; to, co se dralo drsně a nepřátelsky, skládá se do vznešeného pocitu. Když vládnou kouzla tónů a zazní posvěcené slovo, musí vzniknout něco nádherného, noc a bouře se stanou světlem. Vnější klid, vnitřní blaženost vládnou šťastnému člověku. A jarní slunce umění nechá z obojího povstat světlo. To veliké, co proniklo do srdce, pak znovu a krásně rozkvétá; jakmile se duše povznese, vždy pro ni zaznívá chór duchů. Přijměte tedy, vy krásné duše, radostně dary nádherného umění. Když se zasnoubí láska a síla, člověka odmění božská přízeň. | “ |

Autorem textu je rakouský básník Christoph Kuffner (1777–1846). Beethoven se později vyjádřil, že s textem nebyl příliš spokojený.